# Госнолд (Массачусетс)
Госнолд (англ. Gosnold) — місто (англ. town) в США, в окрузі Дюкс штату Массачусетс. Населення — 70 осіб (2020).

## Демографія
Згідно з переписом 2010 року, у місті мешкало 75 осіб у 39 домогосподарствах у складі 21 родини. Було 215 помешкань
Расовий склад населення:
| - 96,0 % — білих |

До двох чи більше рас належало 4,0 %. Частка іспаномовних становила 0,0 % від усіх жителів.
За віковим діапазоном населення розподілялося таким чином: 14,7 % — особи молодші 18 років, 68,0 % — особи у віці 18—64 років, 17,3 % — особи у віці 65 років та старші. Медіана віку мешканця становила 48,5 року. На 100 осіб жіночої статі у місті припадало 134,4 чоловіків;  на 100 жінок у віці від 18 років та старших — 120,7 чоловіків також старших 18 років.
Цивільне працевлаштоване населення становило 17 осіб. Основні галузі зайнятості: фінанси, страхування та нерухомість — 35,3 %, науковці, спеціалісти, менеджери — 17,6 %, освіта, охорона здоров'я та соціальна допомога — 17,6 %.